# Axel Rodríguez
Axel Rodríguez (Bahía Blanca, Provincia de Buenos Aires, Argentina; 25 de marzo de 1997) es un futbolista argentino. Juega como delantero y su equipo actual es Almagro de la Segunda División de Argentina.

## Trayectoria

### Olimpo
Debuta profesionalmente en el club 20 de septiembre de 2015, cuando Diego Osella lo hace ingresar por Juan Manuel Cobo en la derrota por 2-1 frente a Arsenal. Días más tardes, también sumaría unos minutos en la victoria por 1-0 ante Godoy Cruz.
En 2016, tras de ser el goleador de la Reserva del Aurinegro, firma su primer contrato profesional con la institución hasta junio de 2019.
Luego de su ausencia en las siguientes dos temporadas, en 2017, Mario Sciacqua vuelve a tenerlo en cuenta, por lo que ingresa en la derrota por 1-0 ante Gimnasia de la Plata. Tras consumarse el descenso de Olimpo a la Primera B Nacional, el técnico Darío Bonjour le da más participación, disputando como titular los últimos 2 encuentros en la Primera División 2017/18.
En la Primera B Nacional 2018/19 se consolida como el 9 titular de Olimpo. En la fecha 3, en la victoria por 2-1 ante Ferro, marca su primer gol como profesional.  Sumado a este tanto de local, luego convierte un gol en los 3 partidos consecutivos de la misma condición: 2-0 a Guillermo Brown, 1-1 a Los Andes y 2-0 a Almagro. Debido a esto, iguala la marca de Josemir Lujambio en el club en el Torneo Clausura 2008. Una fecha más tarde, marca su último tanto en la temporada en la derrota por 2-1 frente a Platense. A principios de 2019, tras estar 2 días apartado del plantel, extiende su contrato con el club hasta diciembre de 2021. Luego de una serie de partidos en los que no pudo convertir, y con la llegada del delantero Matías Gallegos, el técnico Marcelo Broggi decide sacarlo del equipo titular. En la última fecha, con el descenso confirmado del Aurinegro al Torneo Federal A, cierra el campeonato entre los 11 iniciales en la derrota por 3-1 ante Quilmes Atlético Club. Finaliza la Primera B Nacional 2018/19 con 21 partidos jugados y 5 goles convertidos.
En el Torneo Federal 2019/20, las primeras 4 fechas las comienza como suplente, hasta que en el siguiente partido, Sergio Lippi le da la titularidad frente a Cipolletti, encuentro que termina en una victoria por 4-1 con un doblete suyo, el primero en su carrera. Después de un final de 2019 malo para el Aurinegro con Pedro Dechat como técnico, cierra el año con un gol en la derrota por 3-1 frente a Huracán Las Heras. Ya en el 2020, de la mano de Alejandro Abaurre, Olimpo levanta su nivel y Axel muestra su mejor cara, marcando 4 goles en 3 partidos consecutivos: un tanto a Deportivo Maipú en la victoria por 3-0, un doblete a Cipolletti en la histórica goleada por 5-0, y un gol de penal a Ferro de General Pico en la victoria por 2-0. Luego, 2 fechas más tarde, vuelve a convertir por la misma vía a Estudiantes de San Luis en la victoria por 2-0.

### Patronato
El 30 de octubre de 2022, se coronó campeón de la Copa Argentina al vencer por 1-0 a Talleres de Córdoba.

## Estadísticas
- Actualizado hasta el 14 de junio de 2025.

| Olimpo Argentina | 1.ª                 | 2015                | 2   | 0  | -  | - | - | - | 2   | 0  | 0,00 |
| Olimpo Argentina | 1.ª                 | 2016                | -   | -  | -  | - | - | - | -   | -  | -    |
| Olimpo Argentina | 1.ª                 | 2016/17             | -   | -  | -  | - | - | - | -   | -  | -    |
| Olimpo Argentina | 1.ª                 | 2017/18             | 5   | 0  | 2  | 0 | - | - | 7   | 0  | 0,00 |
| Olimpo Argentina | 2.ª                 | 2018/19             | 21  | 5  | -  | - | - | - | 21  | 5  | 0,24 |
| Olimpo Argentina | 3.ª                 | 2019/20             | 19  | 8  | -  | - | - | - | 19  | 8  | 0,42 |
| Olimpo Argentina | 3.ª                 | 2020                | 7   | 2  | -  | - | - | - | 7   | 2  | 0,28 |
| Olimpo Argentina | Total               | Total               | 54  | 15 | 2  | 0 | - | - | 56  | 15 | 0,26 |
| All Boys Argentina | 2.ª                 | 2021                | 24  | 11 | -  | - | - | - | 24  | 11 | 0,46 |
| All Boys Argentina | Total               | Total               | 24  | 11 | -  | - | - | - | 24  | 11 | 0,46 |
| Patronato Argentina | 1.ª                 | 2022                | 20  | 3  | 11 | 3 | - | - | 31  | 6  | 0,21 |
| Patronato Argentina | Total               | Total               | 20  | 3  | 11 | 3 | - | - | 31* | 6  | 0,21 |
| Instituto Argentina | 1.ª                 | 2023                | 11  | 1  | 1  | 0 | - | - | 12  | 1  | 0.08 |
| Instituto Argentina | Total               | Total               | 11  | 1  | 1  | 0 | - | - | 12* | 1  | 0.08 |
| Atlético Tucumán Argentina | 1.ª                 | 2023                | 0   | 0  | 2  | 0 | - | - | 2   | 0  | 0    |
| Atlético Tucumán Argentina | Total               | Total               | 0   | 0  | 2  | 0 | - | - | 2*  | 0  | 0    |
| Colón Argentina | 2.ª                 | 2024                | 14  | 3  | 2  | 0 | - | - | 16  | 3  | 0.19 |
| Colón Argentina | Total               | Total               | 14  | 3  | 2  | 0 | - | - | 16* | 3  | 0.19 |
| Almagro Argentina | 2.ª                 | 2025                | 12  | 1  | 0  | 0 | - | - | 12  | 1  | 0,08 |
| Almagro Argentina | Total               | Total               | 12  | 1  | 0  | 0 | - | - | 12* | 1  | 0,08 |
| Total en su carrera | Total en su carrera | Total en su carrera | 135 | 34 | 18 | 3 | - | - | 153 | 37 | 0,24 |
| (1) La copa nacional se refiere a la Copa Argentina y Copa de la Liga Profesional (2) No incluye datos de partidos amistosos ni categorías inferiores. (*) Partidos en los que haya jugado al menos 15' o haya convertido un gol; si contamos la totalidad de encuentros disputados sin importar la cantidad de tiempo, su cantidad de juegos disputados es 165. |                     |                     |     |    |    |   |   |   |     |    |      |